# Певерил Пик
«Пе́верил Пик» (англ. Peveril of the Peak) — самый длинный исторический роман Вальтера Скотта, опубликованный в 1823 году в издательстве Constable and Co.. События, о которых рассказывается в романе, происходят в Англии в эпоху реставрации Стюартов, начиная со вступления на престол Карла II в 1660 году и кончая так называемым папистским заговором 1678 года.
Как и в случае с предыдущим романом, отзывы современников были смешанными. Коммерчески он был успешным, несмотря на высокую стоимость четырех томов.

## История создания
Работа над книгой «Певерил Пик» поначалу шла быстро, однако, была приостановлена из-за подготовки Эдинбурга к визиту Георга IV. Также Скотт был опечален смертью своего друга Уильяма Эрскина, и нашел окончание книги мучительно трудным; только финансовая необходимость заставила писателя закончить роман. Лишь в конце третьего тома вдохновение вернулось к Скотту. Книга была опубликована 7 января 1823 года.